# Pothuau
Pothuau – francuski krążownik pancerny z końca XIX wieku i I wojny światowej. Okręt nazwano na cześć Louisa Marie Alexis Pothuau. Był jedynym okrętem swojego typu.

## Historia
„Pothuau” stanowił trzeci typ francuskich krążowników pancernych, odmienny od dotychczasowych. W porównaniu z poprzednim typem małych krążowników Amiral Charner, pomimo tego samego projektanta, był nieco tylko powiększony i lepiej uzbrojony, lecz zmieniono w nim koncepcję opancerzenia. Głównym elementem ochrony stał się pogrubiony wewnętrzny pokład pancerny, natomiast znacząco osłabiono opancerzenie burt, z tej racji określany jest niekiedy wręcz jako krążownik pancernopokładowy. Zmianie uległa też sylwetka, aczkolwiek pozostała charakterystyczna dla wczesnych francuskich krążowników pancernych i pancernopokładowych, przede wszystkim przez formę dziobu w kształcie pługa oraz rozmieszczenie wież artylerii głównej i nadbudówek. Koszt budowy wyniósł 11,2 milionów franków.
Stępkę pod budowę okrętu położono 25 maja 1893 roku. Kadłub wodowano 19 września 1895 roku. Okręt wszedł do służby 8 czerwca 1897 roku

## Opis

### Architektura i kadłub

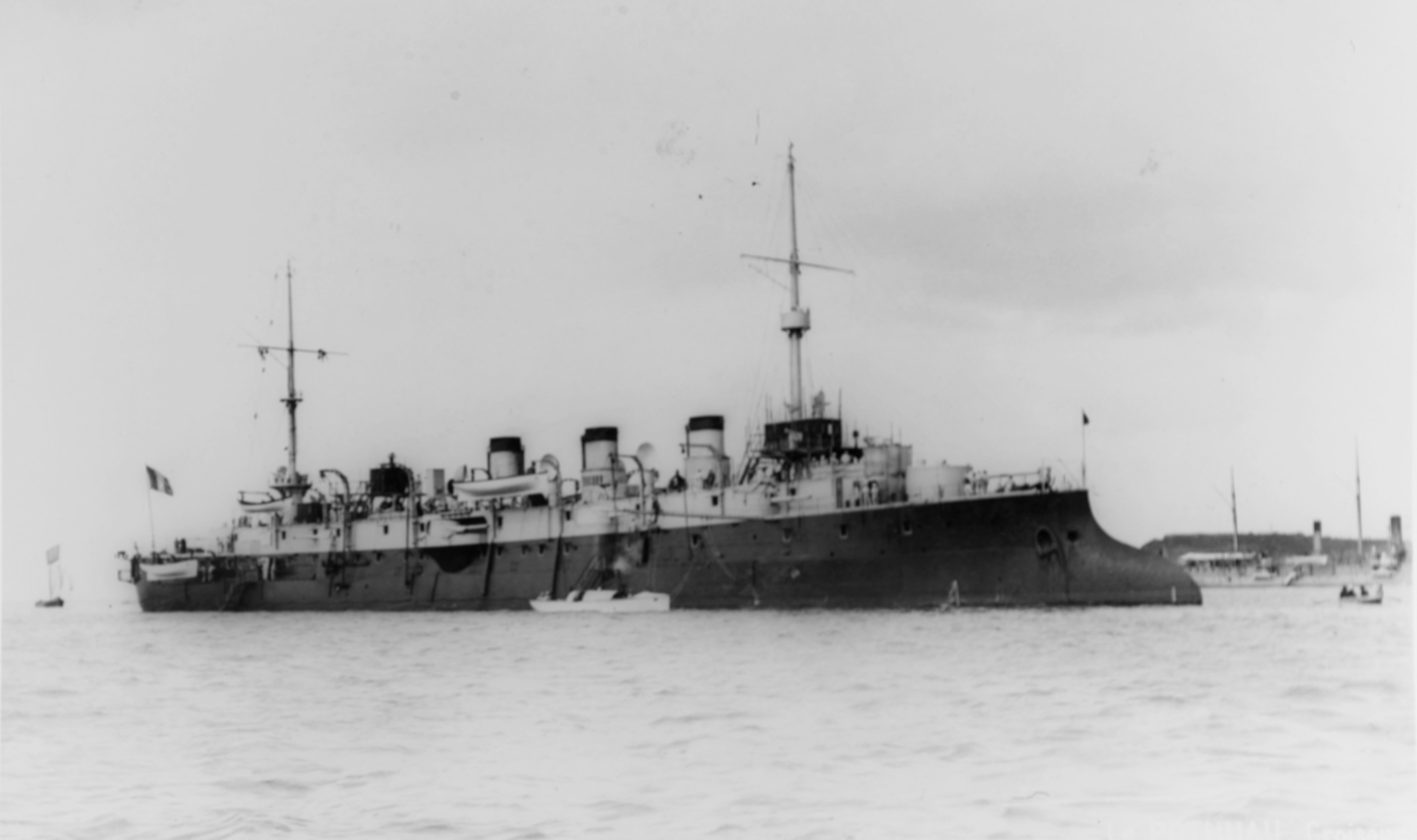
„Pothuau” we wczesnym czarnym malowaniu

„Pothuau” był ostatnim francuskim krążownikiem pancernym posiadającym charakterystyczny, długi, ostro wygięty dziób w formie pługa (takie dzioby jeszcze przez pewien czas stosowano na krążownikach pancernopokładowych – nie stanowił on wbrew pozorom taranu, lecz celem było zmniejszenie ciężaru części dziobowej poprzez skrócenie górnej części). Okręt miał konstrukcję gładkopokładową, aczkolwiek przez większość długości okrętu ciągnęła się jednokondygnacyjna nadbudowa, której ściany na śródokręciu stanowiły przedłużenie burt. Burty miały nachylenie ku środkowi okrętu.
Podobnie, jak na wcześniejszych krążownikach, na pokładzie dziobowym, bardzo blisko dziobu była umieszczona wieża działa 194 mm, a niedaleko za nią nadbudówka dziobowa z wieżą dowodzenia. W odróżnieniu od poprzednich krążowników, okręt miał dalej trzy niskie kominy w równych odstępach. Na pokładzie rufowym znajdowała druga wieża działa 194 mm. Zmieniono w stosunku do poprzedników rozmieszczenie artylerii drugiego kalibru, a same działa umieszczono o poziom wyżej, na tym samym poziomie, co artyleria główna – nad pokładem górnym, co polepszało warunki prowadzenia ognia. Okręt miał dwa palowe maszty. W odróżnieniu od wcześniejszych krążowników zastosowano nowocześniejsze kotwice, zamiast kotwic admiralicji, co przyczyniło się do zmniejszenia bryzg wody w marszu.
Wyporność normalna wynosiła 5374 ton, a wyporność pełna 5600 ton. Długość całkowita okrętu wynosiła 113,1 m, a długość między pionami 110 m. Szerokość wynosiła 15,3 m, a zanurzenie 6,5 m

### Uzbrojenie
Uzbrojenie główne stanowiły dwa działa kalibru 194 mm Mle 1893 o długości lufy 40 kalibrów (L/40). Umieszczone były w nowych wyważonych wieżach o napędzie elektrycznym, wprowadzonych wcześniej na krążowniku „Latouche-Tréville”. Strzelały pociskami przeciwpancernymi o masie 90,3 kg lub półpancernymi o masie 89,3 kg. Artylerię drugiego kalibru stanowiło 10 dział 138,6 mm L/45 modeli Mle 1891 i Mle 1893. Strzelały pociskami przeciwpancernymi lub półpancernymi o masie 35 kg. Osiem z nich umieszczone było w kazamatach w ścianach nadbudowy (po cztery na burtę, z tego dwa w kierunku dziobu i dwa w kierunku rufy), a dalsze dwa działa z maskami przeciwodłamkowymi umieszczone były na sponsonach na burtach w środku długości okrętu, dysponując szerokim kątem ostrzału w kierunku dziobu i rufy. Możliwość prowadzenia ognia przez sześć dział na wprost w kierunku dziobu lub rufy była jednak teoretyczna, z uwagi na uszkadzanie kadłuba od podmuchu. Uzbrojenie uzupełniały pojedyncze lekkie półautomatyczne armaty kalibru 47 mm w liczbie 10 i wielolufowe armaty kalibru 37 mm w liczbie 8. Ponadto okręt miał cztery nadwodne wyrzutnie torped kalibru 450 mm .

### Opancerzenie
Opancerzenie burt obejmowało pas pancerny o grubości 60 mm, zmniejszającej się do 32 mm na dziobie i rufie, o wysokości 4 m, sięgający 1,5 m poniżej linii wodnej. Unikalną cechą schematu opancerzenia było to, że grubość pancerza burtowego była stosunkowo niewielka, lecz uzupełniał go gruby wewnętrzny wypukły pokład pancerny, schodzący ku burtom najpierw pod niewielkim kątem, a następnie pod ostrzejszym. Pokład miał grubość 85 mm na bocznych skosach i 45 mm na powierzchni poziomej, w tym 10 mm podłoża – co dawało sumaryczną ochronę burt w rejonie linii wodnej grubości ok. 140–170 mm. Nad skosami pancerza dodatkowo chroniły przed wybuchami pocisków specjalne przedziały (koferdamy) i zasobnie węglowe, jak w krążownikach pancernopokładowych. Jeszcze nad kotłowniami i maszynowniami był dodatkowy cienki pokład pancerny grubości 8 mm. Wieże dział były silnie opancerzone pancerzem grubości 180 mm z boków i 40 mm od góry. Słabiej chronione były kazamaty dział, płytami 55 mm na podłożu 20 mm oraz cylindrycznymi maskami dział, jednakże nie były chronione od góry, dołu ani wewnątrz kadłuba. Dwa działa na sponsonach miały głębokie maski pancerne grubości 54 mm. Najgrubszy pancerz 240 mm miała wieża dowodzenia. Pancerz był wykonany ze stali niklowej (na poprzednich krążownikach pancernych ze zwykłej stali).

### Napęd
Krążownik wyposażony był w 18 kotłów parowych  Belleville opalanych węglem i dwie pionowe czterocylindrowe maszyny parowe potrójnego rozprężania. Projektowa moc indykowana wynosiła 10 000 KM i prędkość 19 węzłów, natomiast na próbach krążownik przekroczył te wartości, rozwijając moc 10 398 KM i prędkość 19,2 węzła. Zapas węgla wynosił 630 ton lub według innych danych 640 ton. Dzielność morska okrętu była oceniana jako dobra.

## Służba

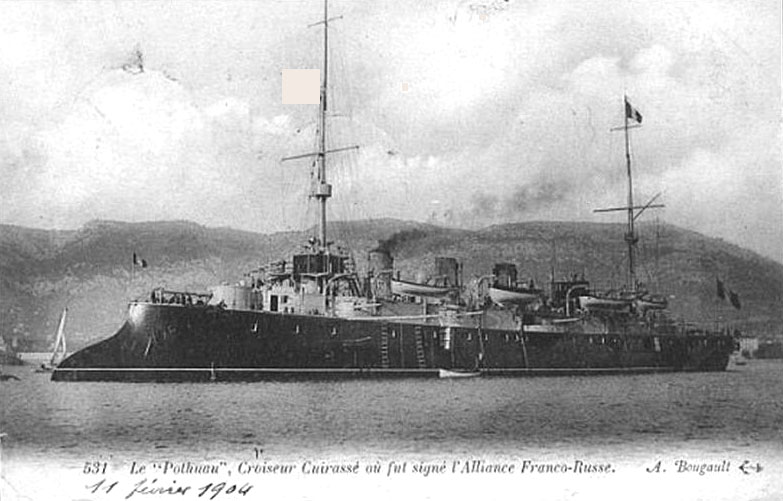
„Pothuau” na początku służby

Wkrótce po wejściu do służby, w 1897 roku „Pothuau” jako najnowszy francuski krążownik posłużył jako jacht dla prezydenta Félixa Faure′a podczas wizyty w Kronsztadzie w Rosji w celu spotkania z carem Mikołajem II. 
W 1901 roku krążownik wziął udział w czasowym zajęciu greckiego portu Mityleny na Lesbos pod panowaniem osmańskim, na tle konfliktu wobec francuskich praw w Jerozolimie, co doprowadziło do zawarcia francusko-osmańskiego traktatu z Mityleny. Od 1906 roku „Pothuau” pełnił rolę szkolnego okrętu artyleryjskiego.
W chwili wybuchu I wojny światowej „Pothuau” wchodził w skład 2. Dywizjonu Lekkiego, po czym przydzielono go do specjalnego dywizjonu na Morzu Śródziemnym. Między innymi służył do eskortowania konwojów. 24 października 1914 roku wziął udział w operacji wysadzenia desantu w Kribi w niemieckim Kamerunie. 10 sierpnia 1915 roku ostrzeliwał turecki port Mersin. Wzmacniał następnie obronę Kanału Sueskiego i operował na Morzu Czerwonym. 17 października 1916 roku uczestniczył w tłumieniu powstania w Abisynii. Od 1917 roku operował na Oceanie Spokojnym. Przeszedł remont w Sajgonie, po czym we Francji został dostosowany do roli statku-bazy balonów . Po wojnie od 1919 ponownie pełnił rolę okrętu szkolnego, przy czym wieże artylerii głównej zamieniono mu wówczas na dwie armaty przeciwlotnicze kalibru 75 mm. Z listy floty został skreślony 12 czerwca 1926 roku lub według innych danych 3 listopada 1927 roku. Został sprzedany na złom 25 września 1929 roku.